# Колос (стадіон, Севастополь)
«Ко́лос» — футбольний стадіон в Севастополі. Є домашньою ареною клубу першості Криму СШОР №3 ФК «Севастополь», а також тренувальною базою клубу «Севастополь». Місткість стадіону 1 000 місць.

## Історія
Стадіон було побудовано на початку 1980-х років. Наприкінці 1980-х та у 90-х роках на стадіоні виступав клуб «Колос». У 2008 році, коли клуб «Севастополь» заявив свою дублюючу команду до другої ліги України на стадіоні вперше зіграла матч професійна команда.